# 普利策国际报道奖
普利策国际报道奖（英語：Pulitzer Prize for International Reporting）于1942年设立，授予报道国际事务（包括联合国）的杰出人物。最初六年（1942-1947）被称为普利策国际电讯报道奖（英語：Pulitzer Prize for Telegraphic Reporting - International）。

## 普利策国际电讯报道奖获奖名单
- 1942：美联社劳伦斯·埃德蒙·艾伦
- 1943：北美报业联盟（英语：North American Newspaper Alliance）伊拉·沃尔费特（英语：Ira Wolfert）
- 1944：美联社丹尼尔·德·路思
- 1945：《巴尔的摩太阳报》马克·S·沃森（英语：Mark S. Watson）
- 1946：《纽约先驱论坛报》荷马·比加特（英语：Homer Bigart）
- 1947：美联社埃迪·吉尔摩（英语：Eddy Gilmore）

## 普利策国际报道奖获奖名单
- 1948：《巴尔的摩太阳报》保羅·W·沃德
- 1949：《巴尔的摩太阳报》普赖斯·戴
- 1950：《基督科学箴言报》埃德蒙·史蒂文斯
- 1951：《芝加哥每日新聞（英语：Chicago Daily News）》凯斯·貝茨；《紐約前鋒論壇報（英语：New York Herald Tribune）》荷马·比加特（英语：Homer Bigart）；《紐約前鋒論壇報》瑪格麗特·希金斯；美联社雷尔曼·莫林（英语：Relman Morin）；《芝加哥每日新聞》弗雷德·斯帕克斯 ；美联社唐·懷特黑德（英语：Don Whitehead）
- 1952：美联社约翰·M·海托
- 1953：《密爾瓦基每日衛報（英语：Milwaukee Journal）》奥斯汀·韦尔温
- 1954：《斯克里普斯-霍华德报（英语：Scripps-Howard Newspapers）》吉姆·G·卢卡斯（英语：Jim G. Lucas）
- 1955：《纽约时报》哈里森·索尔兹伯里
- 1956：國際新聞社小威廉·兰道夫·赫斯特（英语：William Randolph Hearst Jr.）、J·金斯伯里-史密斯和弗兰克·康尼夫（英语：Frank Conniff (journalist)）
- 1957：合众国际社拉塞尔·琼斯
- 1958：《纽约时报》全体职工
- 1959：《紐約每日新聞》约瑟夫·马丁和菲利普·桑托拉
- 1960：《纽约时报》亚伯拉罕·迈克尔·罗森塔尔
- 1961：美联社林恩·海因策林
- 1962：纽约前锋论坛报辛迪加（英语：New York Herald Tribune Syndicate）沃尔特·李普曼
- 1963：《迈阿密新闻（英语：Miami News）》哈尔·亨德里克斯
- 1964：美联社馬爾科姆·布朗（英语：Malcolm W. Browne）；《纽约时报》大衛·哈伯斯坦
- 1965：《费城公报（英语：Philadelphia Bulletin）》J·A·利文斯顿
- 1966：美联社彼得·阿奈特
- 1967：《基督科学箴言报》R·约翰·休斯（英语：R. John Hughes）
- 1968：《华盛顿邮报》艾尔弗雷德·弗兰德利（英语：Alfred Friendly）
- 1969：《洛杉磯時報》威廉·陶西（英语：William Tuohy）
- 1970：电讯新闻社（英语：Dispatch News Service (Washington, D.C.)）西莫·赫許
- 1971：《华盛顿邮报》吉姆·霍格蘭（英语：Jimmie Lee Hoagland）
- 1972：《华尔街日报》彼得·R·卡恩（英语：Peter R. Kann）
- 1973：《纽约时报》麥斯·法蘭克爾（英语：Max Frankel）
- 1974：《纽约时报》赫德里克·史密斯（英语：Hedrick Smith）
- 1975：《芝加哥論壇報》记者威廉·马伦和摄影师奥维耶·卡特
- 1976：《纽约时报》西德尼·尚伯格
- 1977：无
- 1978：《纽约时报》亨利·卡姆（英语：Henry Kamm）
- 1979：《費城詢問報》理查德·本·克拉默（英语：Richard Ben Cramer）
- 1980：《信使日报（英语：Louisville Courier-Journal）》记者喬爾·布林克里和摄影师杰伊·马瑟
- 1981：《迈阿密先驱报》雪利·克里斯蒂安（英语：Shirley Christian）
- 1982：《纽约时报》约翰·丹屯（英语：John Darnton）
- 1983：《纽约时报》湯馬斯·佛里曼；《华盛顿邮报》洛伦·詹金斯
- 1984：《华尔街日报》凱倫·埃利奧特·豪斯（英语：Karen Elliott House）
- 1985：《新聞日報》记者喬許·費德曼（英语：Josh Friedman）和丹尼斯·貝爾、摄影师奥齐耶·穆罕默德（英语：Ozier Muhammad）
- 1986：《聖荷西信使報》劉易斯·M·西蒙斯、皮特·凯里和凯瑟琳·埃利森
- 1987：《洛杉磯時報》迈克尔·帕克斯（英语：Michael Parks (reporter)）
- 1988：《纽约时报》湯馬斯·佛里曼
- 1989：《纽约时报》比尔·凯勒（英语：Bill Keller）
- 1989：《华盛顿邮报》格伦·法兰科（英语：Glenn Frankel）
- 1990：《纽约时报》紀思道和伍潔芳
- 1991：《华盛顿邮报》卡莱尔·墨菲（英语：Caryle Murphy）
- 1991：《纽约时报》塞尔日·施梅曼（英语：Serge Schmemann）
- 1992：《新聞日報》帕特里克·J·斯洛揚
- 1993：《纽约时报》约翰·费希尔·伯恩斯
- 1993：《新聞日報》罗伊·古德曼（英语：Roy Gutman）
- 1994：《达拉斯晨报（英语：The Dallas Morning News）》全体职工
- 1995： 美联社马克·弗里茨（英语：Mark Fritz）
- 1996：《基督科学箴言报》戴维·S·罗德
- 1997：《纽约时报》约翰·费希尔·伯恩斯
- 1998：《纽约时报》全体职工
- 1999：《华尔街日报》全体职工
- 2000：《乡村之声》马克·斯科夫斯（英语：Mark Schoofs）
- 2001：《华尔街日报》张彦
- 2001：《芝加哥論壇報》保罗·萨洛佩科（英语：Paul Salopek）
- 2002：《纽约时报》巴里·贝亚拉克（英语：Barry Bearak）
- 2003：《华盛顿邮报》凯文·沙利文（英语：Kevin Sullivan (journalist)）和玛丽·乔丹（英语：Mary Jordan (journalist)）
- 2004：《华盛顿邮报》安東尼·夏迪德
- 2005：《洛杉磯時報》基姆·墨菲（英语：Kim Murphy (journalist)）
- 2005：《新聞日報》德勒·奥洛杰德（英语：Dele Olojede）
- 2006：《纽约时报》周看和吉姆·亞德利（英语：Jim Yardley）
- 2007：《华尔街日报》全体职工
- 2008：《华盛顿邮报》史蒂夫·费纳鲁（英语：Steve Fainaru）
- 2009：《纽约时报》全体职工[1][2]
- 2010：《华盛顿邮报》安東尼·夏迪德
- 2011：《纽约时报》克利福德·J·莱维（英语：Clifford J. Levy）和埃朗·巴里（英语：Ellen Barry (Journalist)）
- 2012：《纽约时报》杰弗里·格特尔曼（英语：Jeffrey Gettleman）
- 2013：《纽约时报》張大衛（英语：David Barboza）
- 2014：路透社贾森·塞普和安德鲁·马歇尔[3]
- 2015：《纽约时报》全体职工[4]
- 2016：《纽约时报》艾莉莎·J·鲁宾（英语：Alissa J. Rubin）[5]
- 2017：《纽约时报》全体职工
- 2018：路透社克莱尔·鲍德温（英语：Clare Baldwin）、安德鲁·马歇尔和曼纽尔·莫加托
- 2019：美联社玛吉·迈克尔、马德·齐克里和纳里曼·莫夫蒂；路透社全体职工[6]